# 乌库埃提斯
乌库埃提斯（拉丁語：Ucuetis）是古罗马凯尔特神话中的神祇，盛行于高卢等历史地区，其事迹与艺术形象反映于铭文和雕塑等相关文物中，具有重要地影响与积极意义。

## 扩展阅读
- Dictionary of Celtic Myth and Legend. Miranda Green. Thames and Hudson Ltd. London. 1997